# Ellison (Mondkrater)
Ellison ist ein Einschlagkrater auf der Mondrückseite, er wird der früh-imbrischen Periode zugerechnet. Westlich von Ellison befindet sich der größere Krater Coulomb.
Es gibt nur einen mit P bezeichneten Nebenkrater.
| Buchstabe | Position            | Durchmesser | Link |
| --------- | ------------------- | ----------- | ---- |
| P         | 52,62° N, 110,08° W | 32 km       |      |

Der Krater wurde 1970 von der IAU offiziell nach dem irischen Astronomen Mervyn A. Ellison benannt.